# Fermentek
Fermentek Ltd. est une entreprise de biotechnologie basée à Jérusalem et spécialisée dans la recherche, le développement et la production de produits naturels actifs extraits de micro-organismes ou d'autres sources comme les plantes et les algues.